# Microceratus
Microceratus gobiensis
Genre
Espèce
Microceratus (signifiant « petit cornu ») est un genre éteint de dinosaure cératopsien du Crétacé retrouvé en Asie.
L'espèce type et seule espèce, Microceratops gobiensis, a été décrite par Bohlin en 1953. Cependant, le nom générique était déjà occupé par un membre des Ichneumonoidea. Ainsi, une bonne partie du matériel a depuis été réassigné au genre Graciliceratops et un nom de remplacement, Microceratus, a été créé pour le spécimen type par Octávio Mateus en 2008. Elle est maintenant considérée comme nomen dubium notamment pas Sereno (2000), Lambert et al. (2001), et You and Dodson (2004). 

## Dans la culture populaire
Des spécimens de Microceratops ont été présentés dans le film Dinosaure de Disney ainsi que dans le roman Jurassic Park de Michael Crichton, sous son nom à l'époque, Microceratops. Officiellement, l'animal a été recréé pour le parc Jurassic World du film du même nom, il a d'ailleurs été officiellement révélé que c'est le dinosaure favori de Colin Trevorrow.